# Taubenturm (Annet-sur-Marne)
Koordinaten: 48° 55′ 44,6″ N, 2° 43′ 10,9″ O

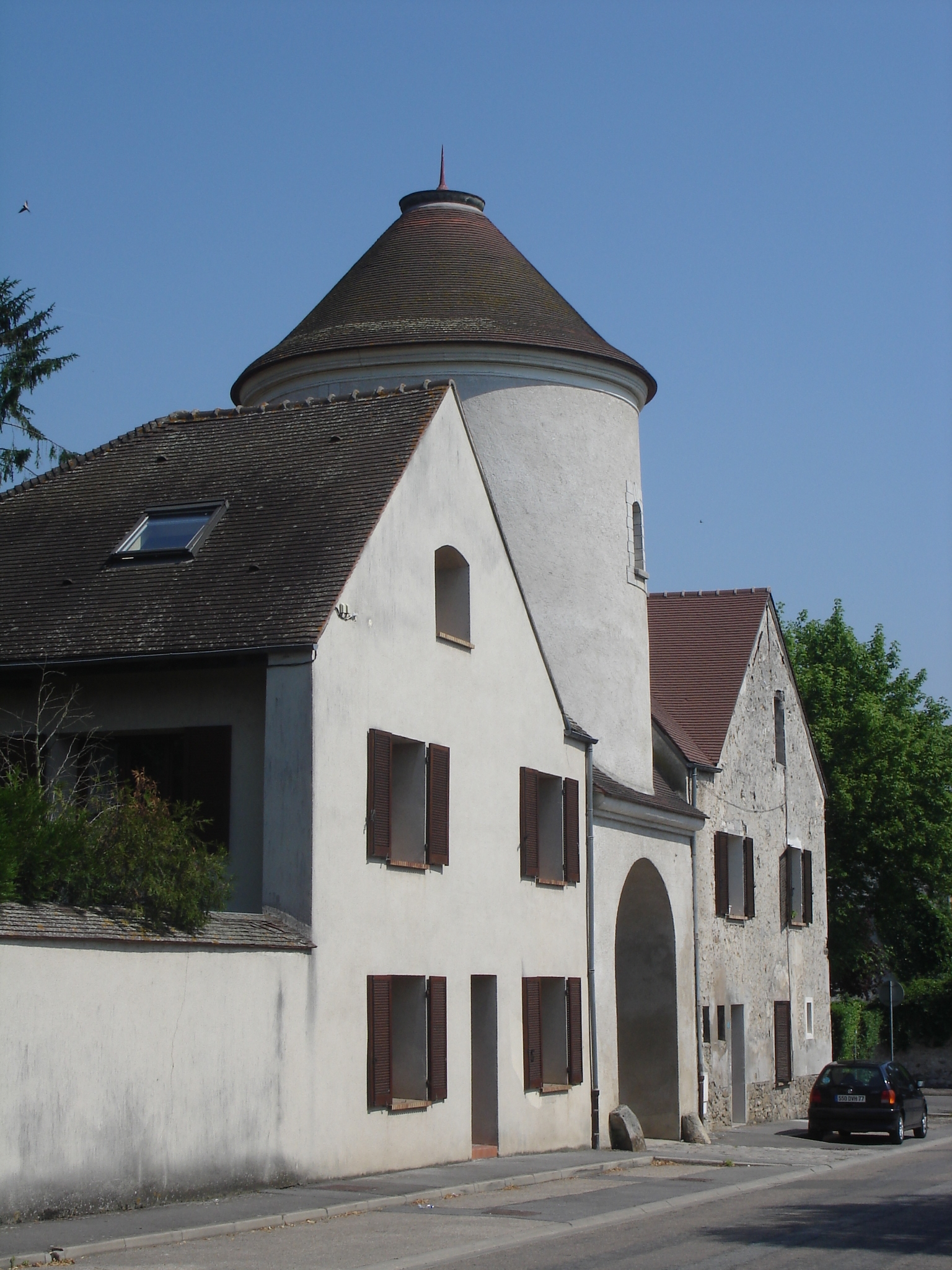
Taubenturm über der rundbogigen Einfahrt

Der Taubenturm (französisch colombier oder pigeonnier) in Annet-sur-Marne, einer französischen Gemeinde im Département Seine-et-Marne in der Region Île-de-France, wurde vor 1660 errichtet. 
Der Taubenturm aus verputztem Bruchsteinmauerwerk gehört zum Bauernhof des Schlosses Sannois. Er bildet den oberen Teil des Torhauses. Im Inneren sind noch über 1000 Taubennester vorhanden.